# Ruggieria
Ruggieria is een geslacht van kreeftachtigen uit de klasse van de Ostracoda (mosselkreeftjes).

## Soorten
- Ruggieria (Keijella) inceburunensis Tunoglu & Goekcen, 1985 †
- Ruggieria (Keijella) saraycikensis Tunoglu & Goekcen, 1985 †
- Ruggieria beninensis Omatsola, 1972
- Ruggieria bhatiai Khosla, 1973 †
- Ruggieria bicarinata Bonaduce, Ruggieri, Russo & Bismuth, 1992 †
- Ruggieria boldi Keen, 1975 †
- Ruggieria bullomensis Keen, 1975 †
- Ruggieria caryonautes Titterton & Whatley, 2009
- Ruggieria costellata (Apostolescu, 1961) Carbonnel, 1989 †
- Ruggieria cytheropteroides (Brady, 1880) Dingle, 1992
- Ruggieria danielopoli Bonaduce, Masoli & Pugliese, 1976
- Ruggieria dorukae Bassiouni, 1979 †
- Ruggieria furcilla Ahmad, Neale & Siddiqui, 1991 †
- Ruggieria guhai Khosla, 1979 †
- Ruggieria harpa (Apostolescu, 1961) Okosun, 1990 †
- Ruggieria indoiranica Jain, 1981
- Ruggieria indopacifica Whatley & Zhao (Yi-Chun), 1988
- Ruggieria leonensis Keen, 1975 †
- Ruggieria martinssoni Omatsola, 1972
- Ruggieria mauritaniensis Carbonnel, 1988 †
- Ruggieria micheliniana (Bosquet, 1852) Keij, 1957 †
- Ruggieria microreticulata Khosla & Nagori, 1989 †
- Ruggieria monastirensis Bonaduce, Ruggieri, Russo & Bismuth, 1992 †
- Ruggieria nigeriana Omatsola, 1970
- Ruggieria nova Khalaf, 1988 †
- Ruggieria nuda Moyes, 1965 †
- Ruggieria nudicosta (Terquem, 1878) Mostafawi, 1989
- Ruggieria palpebralis Ruggieri, 1960 †
- Ruggieria rotundata Ruggieri, 1962 †
- Ruggieria semireticulata Haskins, 1971 †
- Ruggieria sinjarensis Khalaf & Yousif, 1993 †
- Ruggieria tetraptera (Seguenza, 1880) Ruggieri, 1959 †
- Ruggieria triangulata Omatsola, 1972
- Ruggieria tricarenata (Capeder, 1900) Ruggieri, 1960 †
- Ruggieria tricostata Omatsola, 1972
- Ruggieria xekkii Omatsola, 1972